# Chiesa di Santa Maria della Purificazione (Campoformido)
La chiesa di Santa Maria della Purificazione è la parrocchiale di Campoformido, in provincia ed arcidiocesi di Udine; fa parte del vicariato urbano di Udine.

## Storia
Si sa che Campoformido, già dipendente dalla pieve di Pozzuolo del Friuli, divenne parrocchia autonoma nel 1550.

Della precedente chiesa sopravvivono un lacerto di affresco cinquecentesco ritraente due santi e collocato in controfacciata, l'acquasantiera datata 1613 e il pulpito ligneo caratterizzato da un bassorilievo raffigurante la pesca miracolosa.
L'attuale parrocchiale, voluta dall'allora parroco don Alberto Manzano,  venne costruita nel 1908 su progetto di Girolamo D'Aronco anche grazie al prezioso aiuto di tutti gli abitanti del paese; la consacrazione fu impartita dall'arcivescovo di Udine Antonio Anastasio Rossi il 4 novembre 1913.
Il terremoto del 1976 danneggiò la chiesa, che venne ristrutturata e consolidata tra il 1981 e il 1982 su progetto dell'architetto Morassutti grazie all'interessamento del parroco don Giuseppe Zorzini.

## Descrizione

### Esterno
La facciata della chiesa, di forme neogotiche, è a salienti; la parte centrale presenta un protiro sorretto da due colonne e, sopra di esso, il rosone, mentre in quelle laterali si aprono due nicchie.
Sotto le falde del tetto corre un cornicione modanato, al di sotto del quale si trovano, a loro volta, degli archetti pensili.

### Interno
L'interno si compone di tre navate, separate da delle colonne caratterizzate da capitelli compositi dai quali partono degli archi a tutto sesto e delle lesene, le quali sorreggono il cornicione sopra il quale s'impostano le volte a crociera.
L'aula termina col presbiterio, risalito di quattro gradini e chiuso dall'abside trilatera.
Opere di pregio qui conservate sono il marmoreo altare maggiore, costruito nel XVIII secolo ed impreziosito da una pala cinquecentesca ritraente la Madonna con Bambino, il dipinto raffigurante i Santi Martino Vescovo, Canciano Martire e Michele Arcangelo, risalente al XVIII secolo, i quindici tondi in cui sono ritratti i Misteri del Rosario e le vetrate artistiche aventi come soggetti Adamo ed Eva nel giardino dell'Eden, l'Annunciazione, la nascita a Betlemme, le Nozze di Cana, l'Assunzione della Beata Vergine Maria in Cielo e la Crocifissione.